# 蒙法 (阿列日省)
蒙法（法語：Montfa，法語發音：[mɔ̃fa]）是法国阿列日省的一个市镇，属于帕米耶区。

## 地理
蒙法（43°5'58"N, 1°17'1"E）面积8.54 平方千米，位于法国奧克西塔尼大區阿列日省，该省份为法国西南部内陆省份，西部和北部与上加龙省接壤，东临奥德省，东南至东比利牛斯省接壤，南与安道尔和西班牙接壤。
与蒙法接壤的市镇（或旧市镇、城区）包括：卡马拉德、阿里兹河畔康帕涅、勒马斯达济勒、蒙布兰博卡日。

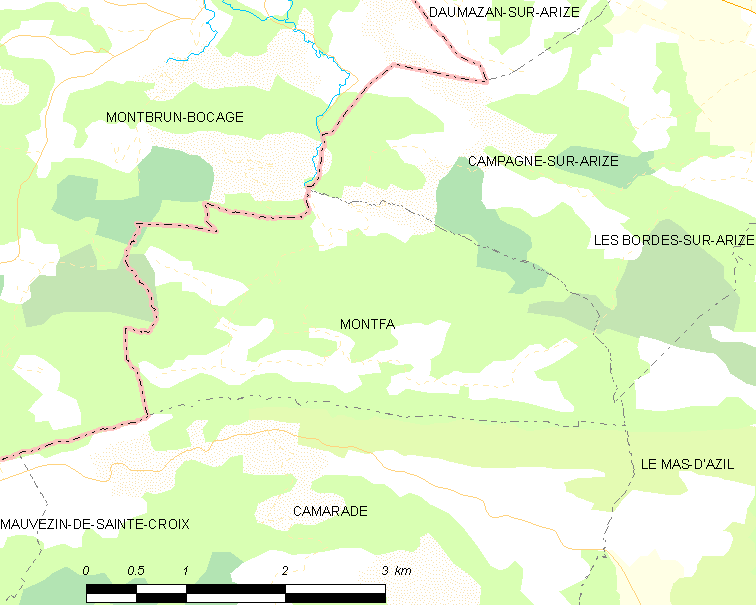
的OSM定位图

蒙法的时区为UTC+01:00、UTC+02:00（夏令时）。

## 行政
蒙法的邮政编码为09350，INSEE市镇编码为09205。

## 政治
蒙法所属的省级选区为阿里兹-莱兹县。

## 人口

1962-2008年间人口变化图示

蒙法于2022年1月1日时的人口数量为94人。